# Filip, zagrebački biskup
Filip, šesnaesti zagrebački biskup, nasljednik Stjepana II. Babonića i ostrogonski nadbiskup.

## Životopis
Filip je imenovan zagrebačkim biskupom u siječnju 1247. godine. Zbog jako dobrih veza s papama Inocentom IV. i Aleksandrom IV., često je dobivao razne povlastice za vjernike svoje biskupije. Neki povjesničari mu pripisuju gradnju Medvedgrada. I sam Ivan Kukuljević Sakcinski ga navodi kao utemeljitelja Medvedgrada. Iako je građena na kraljevskom zemljištu, izgradnju je financirala biskupija. Sakcinski prenosi da je teza o Filipu kao graditelju prvi put je spomenuta u 14. stoljeću, stotinjak godina nakon gradnje Medvedgrada, u popisu zagrebačkih biskupa Ivana Arhiđakona Goričkog.
U srpnju 1261. postaje ostrogonski nadbiskup i kasnije kancelar kraljevskog dvora. Nakon što je Bela IV. imenovao Filipa ostrogotskim nadbiskupom, upravljanje Medvedgradom povjereno je banu Stjepku Šubiću. Umro je 1272. godine.